# Eumydas corupas
Eumydas corupas is een vliegensoort uit de familie Mydidae. De wetenschappelijke naam van de soort is voor het eerst geldig gepubliceerd in 1971 door Wilcox & Papavero.
De soort komt voor in Brazilië.